# Завада (Хойницький повіт)
Завада (пол. Zawada, нім. Mühlheide) — село в Польщі, у гміні Черськ Хойницького повіту Поморського воєводства.
У 1975-1998 роках село належало до Бидгощського воєводства.